# Guilherme Mantuan
Guilherme Mantuan, mais conhecido como Mantuan (São Caetano do Sul, 2 de agosto de 1997) é um futebolista brasileiro que atua como lateral-direito e volante. Atualmente joga pelo Caxias.

## Carreira

### Corinthians
Nascido em São Caetano do Sul, Mantuan chegou à academia do Corinthians em 2004 e inicialmente jogou pelo time de futsal, aos 7 anos. Em setembro de 2016, ele foi promovido à equipe principal e assinou um contrato até o final de 2018. Foi capitão do time de juniores que conquistou a Copa São Paulo de Futebol Júnior de 2017, no qual foi campeão.
Em 30 de junho de 2017, Mantuan assinou uma extensão de contrato que o manteria no clube até o final de 2020. Ele fez sua estreia na equipe em 3 de dezembro, vindo como substituto de Pedrinho na derrota por 1–0 contra o Sport.

### Ponte Preta
No dia 18 de dezembro de 2018, Mantuan foi emprestado para a Ponte Preta, o contrato com a equipe campineira foi previsto para até o final de 2019. Com apenas 13 minutos jogados em quase dez meses somente entrando de substituto em uma vitória de 3–2 contra o Oeste em 12 de julho, em 22 de setembro foi anunciada a rescisão de Guilherme Mantuan e o atleta voltou ao Corinthians.

### Oeste
Sem espaço no seu retorno ao Corinthians, em 18 de novembro, foi anunciado o seu empréstimo ao Oeste com um contrato de um ano. Entrou pela primeira vez em seu novo clube como titular em uma derrota de 2–0 contra o Grêmio Novorizontino, em 22 de janeiro. No total, atuou em apenas 11 partidas tanto no Paulistão de 2020 e na Série B e não fez gol em sua passagem ao time.

### Gil Vicente
Em 8 de setembro de 2020, Mantuan foi anunciado como o novo reforço do Gil Vicente, em um contrato definitivo até 2023.

## Estatísticas
- Atualizado até 13 de novembro de 2020[11]

| Clube             | Temporada         | Campeonato nacional[a] | Campeonato nacional[a] | Copa nacional[b] | Copa nacional[b] | Competições continentais[c] | Competições continentais[c] | Outras competições[d] | Outras competições[d] | Total | Total |
| Clube             | Temporada         | Jogos                  | Gols                   | Jogos            | Gols             | Jogos                       | Gols                        | Jogos                 | Gols                  | Jogos | Gols  |
| ----------------- | ----------------- | ---------------------- | ---------------------- | ---------------- | ---------------- | --------------------------- | --------------------------- | --------------------- | --------------------- | ----- | ----- |
| Corinthians       | 2017              | 1                      | 0                      | 0                | 0                | 0                           | 0                           | 0                     | 0                     | 1     | 0     |
| Corinthians       | 2018              | 14                     | 0                      | 1                | 0                | 3                           | 0                           | 5                     | 0                     | 23    | 0     |
| Ponte Preta       | 2019              | 1                      | 0                      | 0                | 0                | —                           | —                           | 0                     | 0                     | 1     | 0     |
| Oeste             | 2020              | 2                      | 0                      | 2                | 0                | —                           | —                           | 7                     | 0                     | 11    | 0     |
| Gil Vicente       | 2020              | 0                      | 0                      | 0                | 0                | —                           | —                           | 0                     | 0                     | 0     | 0     |
| Total na carreira | Total na carreira | 17                     | 0                      | 3                | 0                | 3                           | 0                           | 36                    | 0                     | 59    | 0     |

- a. ^ Jogos do Campeonato Brasileiro (Série A) e Primeira Liga
- b. ^ Jogos da Copa do Brasil e Taça de Portugal
- c. ^ Jogos da Copa Libertadores da América
- d. ^ Jogos do Campeonato Paulista (Série A1), Taça da Liga, torneios e amistosos

## Títulos
Corinthians
- Campeonato Brasileiro: 2017
- Campeonato Paulista: 2017 e 2018

## Vida Pessoal
O seu irmão, Gustavo Mantuan, também é jogador de futebol e joga pela posição de meia no Corinthians, clube aonde ambos foram revelados.